# Comptabilité de caisse
La comptabilité de caisse, ainsi nommée par analogie avec le fonctionnement du compte de caisse, est une comptabilité en partie simple. Elle se borne à noter les phénomènes instantanés : recettes et dépenses de diverses sortes.

## Enjeu de la comptabilité de caisse
Son principal intérêt est d'être simple et concrète : elle s'appuie sur des éléments concrets (les espèces) et nécessite seulement de savoir faire des additions et des soustractions. Elle permet l'évaluation de certaines classes de recettes[Quoi ?] et de dépenses ; elle permet certains contrôles sur les agents qui manipulent des espèces ; elle permet d'éviter qu'une classe de recettes ou de dépenses ne dépasse le montant prévu.
En revanche, elle ne suit pas le déroulement des phénomènes dans le temps ; elle ne peut pas aboutir à des synthèses : description de la situation patrimoniale, mesure du résultat.
L'avantage d'une comptabilité uniquement de caisse est l'objectivité[Quoi ?] puisqu'il n'y a pas de charges et produits calculés.

## Démarche de la comptabilisation de la caisse

### Traduction comptable des mouvements de caisse
Le solde de la caisse figure à l'actif du bilan. Il est alimenté par les encaissements (ventes au comptant, dépôts d'espèces) et les retraits d'espèces en banque ; les excédents sont déposés à la banque. À la fin d'une période donnée, il se calcule ainsi :
Montant en caisse en début de période
+ Encaissements
- Retraits
= Solde fin de période.
L'encaisse ne pouvant être que positive ou nulle, le solde du compte caisse à tout moment ne peut être que débiteur-positif ou nul. Une anomalie classique est de trouver un solde créditeur (négatif) au compte caisse. Ce solde négatif, impossible dans la réalité, tire son origine principalement :
- d'erreur de calcul du solde
- d'oubli de report d'un encaissement
- d'erreur sur le montant d'une opération (par exemple, on note un retrait pour un montant différent de la réalité)

### Exemple de fonctionnement d'une comptabilité de caisse
La plupart des caisses servent à encaisser, c'est-à-dire qu'elles sont destinées à recevoir les espèces récoltées lors de ventes de produits ou services. Au contraire, certaines caisses sont des caisses de paiement, c'est-à-dire qu'elles servent uniquement à payer des dépenses. Leur gestion diffère.
La période désigne le temps pendant lequel la caisse va fonctionner sans qu'on se préoccupe de son solde. Dans le cas d'un établissement ouvert au grand public (magasin, café, etc.), la période est la journée. Certains établissements et d'autres organisations (associations, etc.) peuvent choisir des périodes plus longues : semaine, mois, quand les mouvements de caisse sont peu nombreux (quelques mouvements chaque jour) ou portant sur des montants peu significatifs (quelques euros, par ex.).
Caisse d'encaissement : en début de période, la caisse est alimentée par un retrait en banque. On appelle ce montant le "fonds de caisse". Le fonds de caisse peut aussi être ce qui est laissé dans la caisse depuis la veille. Pendant la période, la caisse va être alimentée par les espèces reçues des clients. En fin de période, on calcule le montant en caisse. La différence entre le montant final et le fonds de caisse initial représente la recette, c'est-à-dire les gains de la période. On laisse un fonds de caisse pour la période à venir et l'excédent est déposé en banque. Si le fonds de caisse est constant d'une période à l'autre, le dépôt en banque représente la recette.
Caisse de paiement : en début de période, la caisse est alimentée d'un fonds représentant ce qui va être dépensé pendant la période. Au cours de la période, les espèces sont prélevées en tant que de besoin. À la fin de la période, on regarde ce qui reste dans la caisse. La différence entre le fonds initial et ce reste représente le montant des dépenses de la période. Pour la période suivante, on réalimente le fonds par différence entre ce que l'on estime dépenser et le reste en caisse.